# أوتوتو
أوتوتو توزيعة جنو/لينكس أرجنتينية مبنيه على توزيعة جنتو. اسم التوزيعة مأخوذ من اسم حيوان زاحف منتشر في جنوب الأرجنتين.
توزيعة اوتوتو اكتسبت شهرة نظرا لكونها أول توزيعة من نظام جنو/لينكس دعمتها مؤسسة البرمجيات الحرة لأنها تعتمد بالكامل على البرمجيات الحرة وتخلو من أي برمجيات احتكارية.

## تاريخ التوزيعة
بدأ دييجو سارافيا التوزيعة في شهر أكتوبر عام 2000 حيث نشر أول إصداره بجامعة سالتا. كانت التوزيعة بسيطة وسهلة الاستخدام ويمكن تشغيلها من محرك الاسطوانات مباشرة بدون تثبيتها على القرص الصلب مما يجعلها من أول الاسطوانات الحية.